# Lisa Blunt Rochester
Lisa LaTrelle Blunt Rochester (de soltera Blunt; Filadelfia; 10 de febrero de 1962), también conocida por sus iniciales LBR, es una política estadounidense que se desempeña como senadora de los Estados Unidos por Delaware desde 2025, anteriormente fue representante de los Estados Unidos por el  distrito congresional at-large de Delaware desde 2017 hasta 2025. Miembro del Partido Demócrata, es la primera mujer y la primera afroamericana en representar a Delaware en ambas cámaras del Congreso.

## Biografía

### Primeros años y educación
Nació en Filadelfia, Pensilvania, el 10 de febrero de 1962; hija de Theodore Ted Blunt. Su familia se mudó a Wilmington, Delaware, en 1969. Su padre, Ted Blunt, sirvió en el Ayuntamiento de Wilmington, incluso como presidente del consejo. Su madre, Alice LaTrelle, trabajaba en el comercio minorista.
Asistió a la Academia de Padua, comenzó en la Universidad Villanova y luego se transfirió a la Universidad de Delaware en su segundo año. Dejó la universidad para vivir en Europa y luego recibió su licenciatura en Relaciones Internacionales en la Universidad de Fairleigh Dickinson y su maestría en Asuntos Urbanos y Políticas Públicas en la Universidad de Delaware.

### Carrera
Trabajó para Tom Carper como pasante en 1989, cuando él se desempeñaba como representante por Delaware. Después de la pasantía, continuó trabajando para Carper como asistente social de relaciones con los electores y trabajó en su equipo de transición cuando fue elegido gobernador de Delaware. Carper la nombró subsecretaria del Departamento estatal de Salud y Servicios Sociales en 1993 y secretaria del Departamento de Trabajo en 1998. La gobernadora Ruth Ann Minner la nombró directora de personal estatal en 2001.
En 2004, dejó el servicio gubernamental y se convirtió en directora ejecutiva de la Liga Urbana Metropolitana de Wilmington.

### Cámara de Representantes de Estados Unidos
Se postuló para la Cámara de Representantes de los Estados Unidos por el  distrito congresional at-large de Delawareen las elecciones de 2016. Ganó la nominación del Partido Demócrata el 13 de septiembre y las elecciones generales contra el republicano Hans Reigle el 8 de noviembre. Cuando asumió el cargo el 3 de enero de 2017, se convirtió en la primera mujer y la primera afroamericana en representar a Delaware en el Congreso. Durante su juramento, llevó una bufanda impresa con la tarjeta de registro de votante de la Era de la Reconstrucción de su tatarabuelo, quien había sido un esclavo.
El 18 de diciembre de 2019, votó a favor de ambos artículos de juicio político contra el presidente Donald Trump.
Durante el asalto al Capitolio de los Estados Unidos en 2021, fue conducido a una sala segura con otros miembros del Congreso. A pesar de las reglas de la Cámara sobre los mandatos de máscaras, varios miembros republicanos, incluida Marjorie Taylor Greene de Georgia, se abstuvieron de usar una máscara. Un clip se volvió viral de Blunt Rochester ofreciendo máscaras a sus colegas republicanos, en el que aparentemente se burlaron y rechazaron su oferta. En los días siguientes, varios miembros dieron positivo por COVID-19.
Votó para acusar a Trump por segunda vez el 15 de enero de 2021.